# جکویتیبا
جکویتیبا (به پرتغالی: Jequitibá) یک منطقهٔ مسکونی در برزیل است که در میناز ژرایس واقع شده‌است. جکویتیبا ۵٬۲۰۷ نفر جمعیت دارد.